# Reazione di Prins
La reazione di Prins è una reazione organica consistente nell'addizione elettrofila di un'aldeide o un chetone a un alchene o alchino, seguita dall'aggiunta di un nucleofilo o dall'eliminazione di ioni H+. Il prodotto finale dipende dalle condizioni di reazione: ad esempio, in ambiente acido e in presenza di acqua si ottiene un 1,3-diolo, mentre in solventi aprotici l'intermedio carbocationico cede un protone formando un alcool allilico. A bassa temperatura e con un eccesso di formaldeide viene prodotto un 1,3-diossano, mentre rimpiazzando l'acqua con l'acido acetico si ottengono i corrispondenti esteri.

Schema di reazione: un alchene (1) reagisce con formaldeide (2) formando, in ambiente acquoso e in presenza di H^{+}, un 1,3-diolo (3). In alternativa, usando solventi aprotici, si ottiene un alcool allilico (4), mentre con un eccesso di formaldeide a bassa temperatura viene prodotto un 1,3-diossano (5).

## Storia
La reazione fu originariamente descritta dal chimico olandese Hendrik Jacobus Prins nel 1919, usando come reagenti stirene, pinene, canfene, eugenolo, isosafrolo, anetolo e formaldeide.

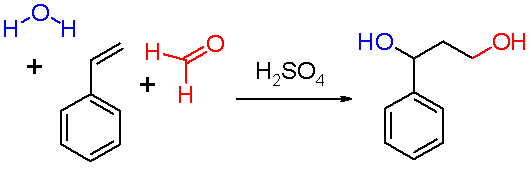
La reazione fra stirene e formaldeide.

Nel 1937 la reazione cominciò ad essere sfruttata per la sintesi di alcune diolefine, fra cui l'isoprene utilizzato nella produzione della gomma sintetica:

## Meccanismo di reazione
Il gruppo carbonilico viene innanzitutto protonato dall'acido, formando uno ione ossonio in risonanza con un carbocatione che reagisce con l'alchene dando un'addizione elettrofila con formazione di un addotto carbocationico intermedio:
A questo punto, in relazione alle diverse condizioni di reazione applicate, la reazione può procedere attraverso quattro differenti vie.
1) In presenza di un nucleofilo come l'acqua, il carbocatione intermedio subisce un attacco con formazione di un 1,3-diolo:
2) In presenza di un eccesso di formaldeide sarà quest'ultima a legarsi al carbocatione intermedio, formando un composto ciclico che rappresenta un 1,3-diossano:
3) Alternativamente, il carbocatione intermedio può subire una reazione di eliminazione cedendo uno ione H+ e portando alla formazione di un alcool allilico:
4) In casi particolari, quando il carbocatione intermedio è estremamente stabile, si può ottenere come prodotto finale un ossetano. La reazione tra un'aldeide e un alchene indotta fotochimicamente, nota come reazione di Paternò-Büchi, porta alla formazione di ossetano in modo meno complicato attraverso un meccanismo radicalico.

## Varianti
Esistono diverse varianti della reazione di Prins, considerato il fatto che essa si presta facilmente a produrre ciclizzazione e tenuto conto della varietà di nucleofili che possono legarsi al carbocatione intermedio. Nella reazione alo-Prins i solventi protici e gli acidi di Brønsted sono sostituiti da acidi di Lewis rappresentati da alogenuri inorganici come il cloruro stannico, il tetracloruro di titanio, e il tribromuro di boro. In questo caso è l'alogeno ad agire da nucleofilo, legandosi al carbocatione. Sfruttando questa variante, ad esempio, è possibile produrre derivati stereoselettivi della decalina (prevalenza dell'isomero cis) usando tetracloruro di titanio in diclorometano alla temperatura di -78 °C.
La reazione di Prins pinacolica è una reazione a cascata in cui alla reazione di Prins si associa una trasposizione pinacolica. Nell'esempio riportato sotto, il gruppo carbonilico è protetto sotto forma di dimetilacetale, mentre quello idrossilico figura sotto forma di triisopropilsilil etere (TIPS). Lo ione ossonio viene attivato dal cloruro stannico, che agisce da acido di Lewis, e l'intermedio carbocationico subisce poi una trasposizione pinacolica che provoca una riduzione delle dimensioni dell'anello e uno spostamento della carica positiva all'etere TIPS. Infine, dal gruppo etereo si genera quello aldeidico ottenendo una miscela di composti cis e trans con modesta stereoselettività.